# Indyk (sztuka teatralna)
Indyk. Melofarsa w 2 aktach – sztuka teatralna Sławomira Mrożka opublikowana w 1960.
Indyk został opublikowany w nr 10 miesięcznika Dialog z 1960, następnie w tomie Utwory sceniczne (Wydawnictwo Literackie, Kraków 1963).
Akcja dramatu toczy się w karczmie, w umownie potraktowanej epoce romantyzmu. Bohaterów dotknął marazm, pesymizm i kryzys wartości. Kapitan zrezygnował z werbunku, Poeta z pisania poezji, Chłopom nie chce się pracować na roli. Poszczególne postaci, personifikujące znane stereotypy, pokazane są w parodystyczny sposób, Rudolf ukazany jest jako patetyczny romantyczny kochanek, Poeta jako dotknięty zniechęceniem dekadent. Aktywny pozostaje Książę, który chciałby uczynić z pary romantycznych kochanków - Rudolfa i Laury - "Parę Kochanków Państwowych", autor przedstawia go, odchodząc od typowego wizerunku romantycznego władcy.
Prapremiera sztuki nastąpiła 25 lutego 1961 w Starym Teatrze w Krakowie. Początkowo została przyjęta entuzjastycznie, jednak przyćmiło ją późniejsze Tango tego samego autora. Zdaniem Jana Błońskiego utwór mocno odwołuje się do polskiej tradycji literackiej, co czyni go mniej czytelnym dla odbiorcy zagranicznego. W Polsce wystawiano go ponad 30 razy.
Zdaniem Ewy Zuberbier utwór jest satyrą na społeczeństwo tzw. małej stabilizacji", jednak w ocenie Jana Błońskiego polityczny kontekst sztuki szybko się zdezaktualizował.